# Philcoxia minensis
Philcoxia minensis es una hierba anual poco común de la familia Plantaginaceae, que es endémica del área Serra do Cabral en el estado Brasileño de Minas Gerais. Fue descubierta el 17 de abril de 1981 por Rossi et al. en el municipio de Joaquim Felício creciendo junto a otras plantas de la sabana montañosa de Campos Rupestres. La ubicación exacta de la colección no fue especificada. Se ha descubierto que las especies producen fosfatasas.
Philcoxia minensis es una pequeña planta con hojas altas y redondeadas, inflorescencias pediceladas que alcanzan una altura de  17-21 cm. Sus hojas poseen pequeñas glándulas que son capaces de capturar y digerir nematodes, definiéndose así como una planta carnívora.